# Seznam výzbroje švýcarských pozemních sil
Seznam výzbroje švýcarských pozemních sil uvádí přehled vybavení pozemních sil švýcarské armády.

## Pěchotní zbraně
| Název                          | Fotografie | Původ                      | Určení                  | Verze              | Poznámky                    |
| Pistole                        | Pistole    | Pistole                    | Pistole                 | Pistole            |                             |
| ------------------------------ | ---------- | -------------------------- | ----------------------- | ------------------ | --------------------------- |
| Glock                          |            | Rakousko                   | poloautomatická pistole | Glock 17, Glock 19 |                             |
| SIG Sauer P220                 |            | Švýcarsko                  | poloautomatická pistole |                    |                             |
| SIG Pro                        |            | Švýcarsko                  | poloautomatická pistole |                    |                             |
| Útočné pušky                   |            |                            |                         |                    |                             |
| SIG SG 550                     |            | Švýcarsko                  | útočná puška            |                    | standardní útočná puška     |
| Samopaly                       |            |                            |                         |                    |                             |
| Heckler & Koch MP5             |            | Německo                    | samopal                 | MP5SD, MP5A5       | ve výzbroji speciálních sil |
| Odstřelovací pušky             |            |                            |                         |                    |                             |
| PGM Hécate II                  |            | Francie                    | velkorážní puška        |                    |                             |
| Sako TRG-42                    |            | Finsko                     | odstřelovací puška      |                    |                             |
| Brokovnice                     |            |                            |                         |                    |                             |
| Remington Model 870            |            | USA                        | brokovnice              |                    |                             |
| Kulomety                       |            |                            |                         |                    |                             |
| FN MINIMI                      |            | Belgie                     | lehký kulomet           |                    |                             |
| MG 51                          |            | Švýcarsko                  | univerzální kulomet     |                    |                             |
| M2 Browning                    |            | USA                        | těžký kulomet           |                    |                             |
| Pancéřovky a bezzákluzová děla |            |                            |                         |                    |                             |
| PzF 3                          |            | Německo                    | pancéřovka              |                    |                             |
| MATADOR                        |            | Německo                    | bezzákluzové dělo       |                    |                             |
| Protitankové řízené střely     |            |                            |                         |                    |                             |
| MBT LAW                        |            | Švédsko Spojené království | PTŘS                    |                    |                             |
| BGM-71 TOW                     |            | USA                        | PTŘS                    |                    |                             |
| MANPADS                        |            |                            |                         |                    |                             |
| FIM-92 Stinger                 |            | USA                        | MANPADS                 |                    |                             |

## Dělostřelectvo
| Zbraňový systém       | Fotografie            | Původ                 | Určení                | Verze                 | Počet                 | Poznámky                           |
| Dělostřelecké systémy | Dělostřelecké systémy | Dělostřelecké systémy | Dělostřelecké systémy | Dělostřelecké systémy | Dělostřelecké systémy | Dělostřelecké systémy              |
| --------------------- | --------------------- | --------------------- | --------------------- | --------------------- | --------------------- | ---------------------------------- |
| M109                  |                       | USA                   | samohybné dělo        | M109 KAWEST           | 133                   |                                    |
| Mörser 16             |                       | Švýcarsko             | samohybný minomet     |                       | 0 (+32)               | Vstoupit do služby mají roku 2024. |

## Obrněná vozidla
| Vozidlo                | Fotografie   | Původ        | Určení                 | Verze                   | Počet        | Poznámky     |
| Bojové tanky           | Bojové tanky | Bojové tanky | Bojové tanky           | Bojové tanky            | Bojové tanky | Bojové tanky |
| ---------------------- | ------------ | ------------ | ---------------------- | ----------------------- | ------------ | ------------ |
| Leopard 2              |              | Německo      | hlavní bojový tank     | 2A4                     | 134          |              |
| Obrněné transportéry   |              |              |                        |                         |              |              |
| M113                   |              | USA          | obrněný transportér    |                         | 311          |              |
| MOWAG Piranha          |              | Švýcarsko    | obrněný transportér    |                         | 924          |              |
| Bojová vozidla pěchoty |              |              |                        |                         |              |              |
| CV90                   |              | Švédsko      | bojové vozidlo pěchoty | CV9030CH                | 186          |              |
| Lehká obrněná vozidla  |              |              |                        |                         |              |              |
| MOWAG Eagle            |              | Švýcarsko    | lehké obrněné vozidlo  | Eagle I, II, III, IV, V | 541          |              |
| Speciání tanky         |              |              |                        |                         |              |              |
| BPz 3 Büffel           |              | Německo      | vyprošťovací tank      |                         | 25           |              |
| AEV3 Kodiak            |              | Německo      | vyprošťovací tank      |                         | 12           |              |
| Leguan                 |              | Německo      | mostní tank            |                         | 12           |              |

## Automobilová technika
| Typ                 | Fotografie          | Původ               | Určení              | Verze               | Počet               | Poznámky            |
| Nákladní automobily | Nákladní automobily | Nákladní automobily | Nákladní automobily | Nákladní automobily | Nákladní automobily | Nákladní automobily |
| ------------------- | ------------------- | ------------------- | ------------------- | ------------------- | ------------------- | ------------------- |
| MOWAG Duro          |                     | Švýcarsko           | nákladní automobil  | Duro III            | 417                 |                     |